# Zbigniew Flisowski
Zbigniew Flisowski (ur. 11 kwietnia 1924 w Warszawie, zm. 21 kwietnia 1995 tamże) – polski historyk i publicysta, zajmujący się przede wszystkim tematyką działań morskich II wojny światowej, zwłaszcza wojny na Pacyfiku.

## Życiorys
Absolwent Gimnazjum im. Stefana Batorego w Warszawie (matura w 1941). Należał do 23 Warszawskiej Drużyny Harcerzy „Pomarańczarnia”.
Od 1944 służył w 1 Armii Wojska Polskiego. Uczestniczył w walkach o Pomorze, Odrę i Berlin jako żołnierz 2 Warszawskiej Dywizji Piechoty im. J.H. Dąbrowskiego. Po zakończeniu II wojny światowej ukończył studia na Wydziale Dziennikarskim Akademii Nauk Politycznych, redagował pisma Wiarus i Gazeta Żołnierza. W wojsku służył do 1949. W latach 1953-1959 był zastępcą redaktora naczelnego Nowych Książek, w latach 1959-1970 zastępcą redaktora naczelnego pisma Żołnierz Polski. Publikował też w piśmie Morze. Jest autorem licznych monografii morskich oraz książek: Westerplatte, Pomorze – reportaż z pola walki i jednej z najważniejszych w swym życiu – Burzy nad Pacyfikiem.
Według materiałów zgromadzonych w archiwum Instytutu Pamięci Narodowej w latach 1944–1950 był tajnym informatorem Informacji Wojskowej o pseudonimie „Jasiński”.
Zmarł 21 kwietnia 1995 w Warszawie. Został pochowany w grobie rodzinnym na warszawskich Powązkach (kwatera 201-1-19/20).

## Odznaczenia
- Złoty Medal „Za zasługi dla obronności kraju” (1974)[5]
- Odznaka „Zasłużony Działacz Kultury” (1967)[6]

## Publikacje
- „Bismarck” pirat Atlantyku (1958)
- Upadek Singapuru (1961)
- Bitwa pod Skagerrakiem (1962)
- Ardeny (1963)
- Lot na południe (1964)
- Bitwy w mroku (1965)
- Czwarta czterdzieści pięć (1967)
- Od Gdańska do El Alamein (1967)
- Tu na Westerplatte (1968)
- Nad Zatoką Gdańską 1945 (1973)

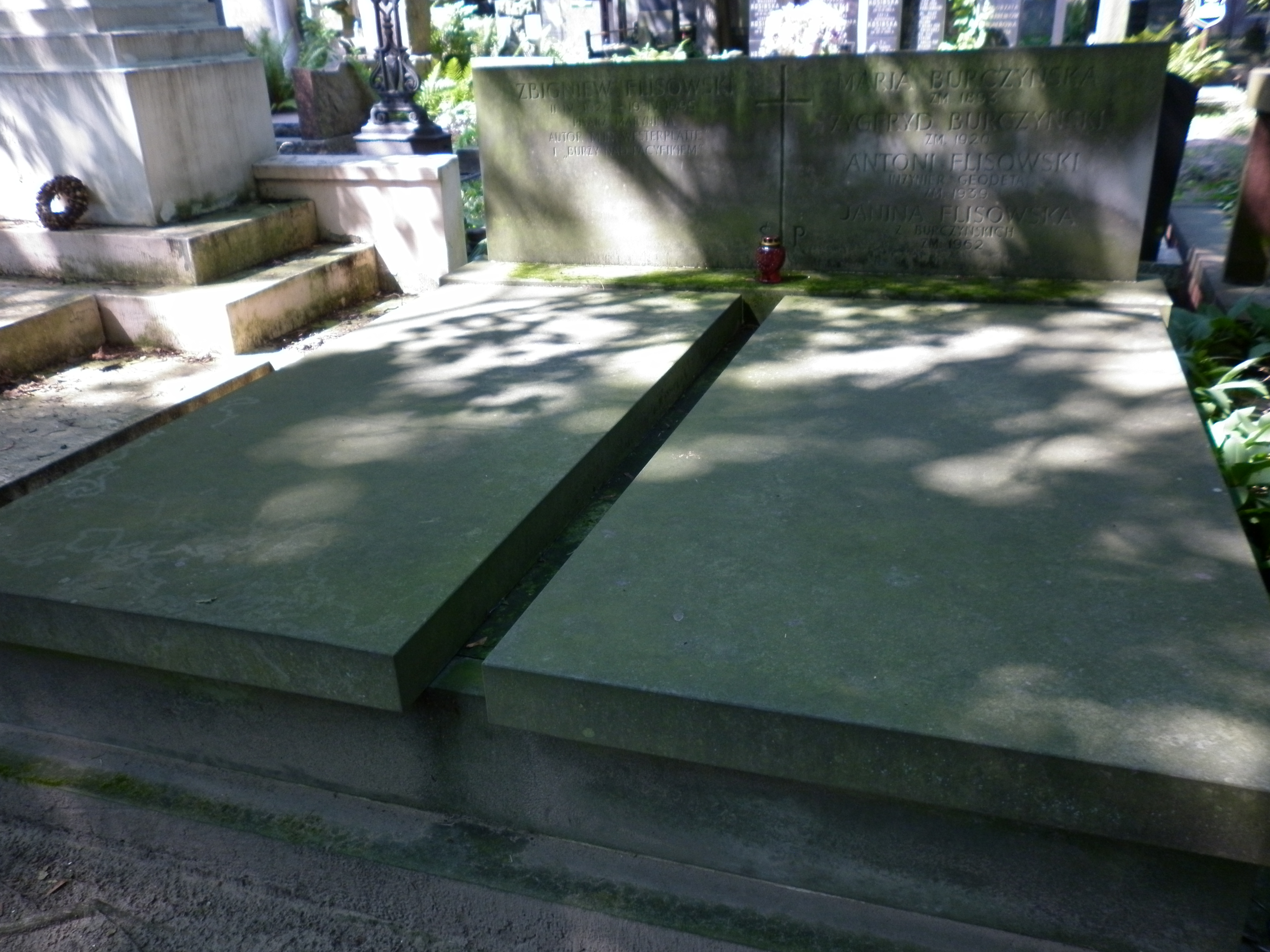
Grób rodzinny Flisowskich na Powązkach

- Pomorze - reportaż z pola walki (1973)
- Opowieści z mórz, brzegów i wysp (1976)
- Sokolica pod Fudżi-Jamą (1977)
- Westerplatte (1978)
- Ognie Morza Jawajskiego (1979)
- Od Iwodzimy do Zatoki Tokijskiej (1980)
- Bitwa Jutlandzka (Wyd. Morskie, 1981, ISBN 83-215-3242-X)
- Między Nową Gwineą a Archipelagiem Bismarcka (1982)
- Od Pearl Harbor do Singapuru (1984)
- Przez środek Pacyfiku (1984)
- Bastion u wrót Gdańska (1985)
- Burza nad Pacyfikiem, t. 1 (1986)
- Między Marsem a Odysem (1986)
- Ku Morzu Filipińskiemu (1987)
- Od Morza Koralowego po Midway (1988)
- Burza nad Pacyfikiem, t. 2 (1989)
- Na wodach Gauadalcanalu (1990)
- Salwy na Atlantyku (1994)